# Stagno di Baia Salinedda
Lo stagno di Baia Salinedda è una zona umida situata in prossimità della costa nord-orientale della Sardegna, alle stalle della spiaggia omonima.
Appartiene amministrativamente al comune di San Teodoro.